# Los Campeones
The Champions (Los Campeones en España y Latinoamérica) es un grupo de superhéroes de la editorial Marvel Comics. Fue creado por Tony Isabella y Don Heck y su primera publicación fue en octubre de 1975 (The Champions #1). Solo se publicaron 17 números, acabando en enero de 1978. 
Su serie titular se considera un ejemplo de cómic de superequipo fallido, sufriendo de constantes rotaciones entre los guionistas y artistas que trabajaban en la serie, falta de una dirección o concepto consistente, y ventas mediocres.

## Historia de publicación
Según la página de cartas del número 6 de Campeones, el guionista Tony Isabella desarrolló el concepto de un nuevo equipo de superhéroes y originalmente quería que la lista estuviera formada por los antiguos X-Men, el Ángel y el Hombre de Hielo, y el recién creado Goliat Negro. Goliat Negro dejó de estar disponible cuando el personaje debutó en su propio título, lo que obligó a Isabella a replantearse el concepto. El editor Len Wein insistió en la necesidad de contar con al menos cinco miembros, e Isabella añadió tres héroes establecidos: La espía rusa Viuda Negra, el dios griego Hércules y el vengador sobrenatural Ghost Rider. El Capitán Marvel, Power Man y el Hijo de Satanás fueron considerados para el puesto final en la lista antes de seleccionar al Ghost Rider. El guionista y editor David Anthony Kraft fue el responsable de dar nombre al equipo, y el título estaba pensado originalmente para ser publicado en el formato tamaño gigante como Giant-Size Champions. Las dificultades de producción, que provocaron un retraso de tres meses entre el primer y el segundo número, lo impidieron.
Isabella ha puesto en duda esta versión por varios motivos. En primer lugar, dijo que su concepto original para la serie no era un cómic de equipo en absoluto, sino una serie humorística de héroes en la carretera al estilo de Route 66 con Ángel y el Hombre de Hielo. No se habló de Goliat Negro durante la reunión en la que se expuso el concepto de la serie, sino que era un personaje que tenía previsto que se uniera a los Campeones más adelante, precisamente porque era un personaje con su propia serie, también escrita por Isabella. Por último, ha insistido en que la serie siempre iba a tener un formato de tamaño normal, y ha planteado la hipótesis de que la historia de «tamaño gigante» se planteó para tapar el hecho de que el equipo no estaba cumpliendo con los plazos. También dijo que eligió a la Viuda Negra, a Hércules y al Ghost Rider para el grupo bajo los requisitos editoriales de que el equipo debía tener una mujer, un hombre fuerte y al menos un personaje con serie propia.
El título se publicó finalmente con el nombre de Los Campeones, y se publicó durante 17 números desde octubre de 1975 hasta enero de 1978. La publicación continuó siendo errática; la serie pasó de mensual a bimensual a lo largo de su recorrido. El equipo creativo experimentó un nivel de rotación excepcionalmente alto, con 12 combinaciones diferentes de guionista, dibujante y entintador en el transcurso de apenas 17 números. Además de Don Heck, entre los artistas que dibujaron la serie se encuentran George Tuska, Bob Hall y John Byrne. A partir del número 8, el resto de la serie fue escrita y dibujada por novatos de la industria que aún estaban aprendiendo su oficio, con la única excepción de que el último número fue dibujado por Tuska. Aunque se desconoce el motivo, se ha planteado la hipótesis de que la serie estaba ya al borde de la cancelación en ese momento, lo que hacía menos arriesgado recurrir a creadores novatos.
Una crítica común a Los Campeones era que el equipo carecía de cualquier tipo de tema o razón para que sus miembros siguieran trabajando juntos. Isabella pretendía desde el principio que los Campeones fueran un equipo de superhéroes para las personas del común, pero admitió que la serie nunca transmitió este tema de forma convincente. El equipo nunca adquirió su propia galería de villanos, y en su lugar luchó contra villanos establecidos de Marvel como Plutón, el Extraño y Kamo Tharnn, junto con algún nuevo enemigo ocasional como Enjambre. La Viuda Negra es elegida líder de los Campeones en el número 5, y en el número 7 el equipo consigue un cuartel general. La heroína rusa Darkstar se convierte en un personaje regular a partir del número 10, aunque nunca se une realmente al equipo. Goliat Negro aparece como invitado en el número 11.
En un esfuerzo por aumentar las bajas ventas de la serie, los Campeones aparecieron como estrellas invitadas durante tres meses consecutivos: en Iron Man Annual #4 (agosto de 1977), The Avengers #163 (septiembre de 1977) y Godzilla, King of the Monsters #3 (octubre de 1977). El intento fracasó y Campeones se canceló con el número 17. El penúltimo número continuaba una historia de lucha de poder entre los villanos Doctor Doom y Magneto del título Super-Villain Team-Up. Los hilos argumentales que quedaron sueltos en el último número se resolvieron en Peter Parker, The Spectacular Spider-Man #17-18 (abril-mayo de 1978), en el que los Campeones se disuelven.
En la historia corta «On the Air», publicada en la antología de 1996 The Ultimate X-Men, un entrevistador pregunta al Ángel sobre los Campeones. El Ángel defiende la valía del grupo, diciendo que deberían ser juzgados no por el poco tiempo que estuvieron juntos, sino por la cantidad de gente a la que ayudaron. El grupo se reúne brevemente en un X-Force/Champions Annual. Un número de El Increíble Hulk presenta una historia no contada de los Campeones.
En octubre de 2016 debutó un nuevo equipo también llamado Campeones, compuesto por superhéroes adolescentes y sin conexión con el equipo de los años 70.

## Historia ficticia
El origen de la formación del equipo (Los Campeones de Los Ángeles), se asemeja mucho a la de Los Vengadores. En el caso de Los Campeones es Plutón quien toma el papel de Loki, y Hércules, que está cubierto por una conspiración dirigida por varios dioses para derrocar a su padre, Zeus. Durante esta lucha, a Hércules le ayudarán dos antiguos X-Men: Ángel y Hombre de Hielo, la Viuda Negra y finalmente Johnny Blaze, el Motorista Fantasma. Después de la batalla, los héroes decidieron permanecer juntos para formar un nuevo equipo: Campeones.
Más tarde se enfrentarían a otros villanos como: Grifo, el Hombre de Titanio, Dínamo Carmesí o Extraño.
La Viuda Negra se convirtió en su líder, más tarde se uniría también la heroína rusa Laynia Petrovna alias: Darkstar y unirían fuerzas puntualmente con Bill Foster alias: Goliat Negro.

## Miembros
- Ángel
- Estrella Oscura
- Ghost Rider
- Hércules
- Hombre de Hielo
- Viuda Negra (líder)

## Reediciones
- Champions Classic vol. 1 collects The Champions #1–11 (ISBN 978-0785120971)
- Champions Classic vol. 2 collects The Champions #12–17 (ISBN 978-0785120988)